# Kristen Gutoskie
Kristen Lee Gutoskie (Toronto, 23 augustus 1988) is een Canadese actrice. Ze is vooral bekend van haar rollen in de tv-series Beaver Falls en The Vampire Diaries.

## Biografie
Kristen Gutoskie werd in Canada geboren als de dochter van Linda, een verpleegster, en Bob Gutoskie, een computerverkoper. Ze studeerde aan Wilfrid Laurier University in Waterloo (Ontario). In 2011 brak ze door met de serie Beaver Falls. Vijf jaar later had Gutoskie ook een hoofdrol in Containment, de Amerikaanse remake van de Belgische serie Cordon.
Van 2016 tot 2017 vertolkte ze het personage Seline in The Vampire Diaries. In 2017 had ze ook een kleine bijrol in het eerste seizoen van The Handmaid's Tale, dat met acht Emmy Awards bekroond werd.

## Filmografie

### Films
- 2009: Recession Dating, als Janet
- 2009: Manson, My Name Is Evil, als hotelgast
- 2011: Moon Point, als Sarah Cherry
- 2013: That's So Relatable: Soon or Later, als Amber
- 2013: Playground of Dreams, als Audrey
- 2016: The Dust Storm, als Nora
- 2017: Sightless, als Ellen
- 2020: Eat Wheaties!, als Suzie the Bankteller
- 2021: Jonesin', als Gina
- 2021: All the World Is Sleeping, als Nell

### Televisie
- 1999: Restless Spirits, als dochter van Coli
- 2000: Real Kids, Real Adventures, als Sherry Dicker
- 2001: In a Heartbeat, als Donna
- 2000-2001: System Crash, als ?
- 2002: Verdict in Blood, als Leah
- 2009-2010: Aaron Stone, als Beth
- 2010: Pure Pwnage, als Femme Fatale
- 2010-2011: Being Erica, als Georgie Giacomelli
- 2011: Breakout Kings, als Rose
- 2011: Rookie Blue, als Miranda
- 2011: Originals, als Trish
- 2011-2012: Beaver Falls, als Rachael
- 2013: Republic of Doyle, als Kyla MacRury
- 2016-2017: Relationship Status, als Pembrooke
- 2016: Containment, als Katie Frank
- 2016-2017: The Vampire Diaries, als Seline
- 2017, 2019-2021: The Handmaid's Tale, als Beth
- 2017-2018: Lethal Weapon, als Molly Hendricks
- 2018-heden: Chicago Fire, als Chloe Cruz
- 2021: Narcos: Mexico, als Dani
- 2021: Y: The Last Man, als Sonia